# كلثم الحايكي
كلثم عبد الكريم جاسم محمد نايم الحايكي (مواليد 1985) سياسية بحرينية. عضوة في مجلس النواب من 12 ديسمبر 2018 عن الدائرة الأولى في محافظة الشمالية.

## التعليم
حاصلة على دبلوم تجارة.

## مجلس النواب
قررت الترشح لعضوية مجلس النواب عن الدائرة الأولى في محافظة الشمالية. قامت بتوقيع على ميثاق الشرف الانتخابي تحت إشراف الجمعية البحرينية للشفافية. في الجولة الأولى التي أقيمت في 24 نوفمبر 2018 حصلت على 958 صوت بنسبة 38.23% مما استوجب إقامة جولة ثانية في 1 ديسمبر حيث استطاعت التغلب على منافسها حبيب شبيب بحصولها على 838 صوت بنسبة 58.77%.